# The Last Set – Live at the A-Trane
The Last Set - Live at the A-Trane - album koncertowy pianistów Waltera Norrisa i Leszka Możdżera. Wydawnictwo ukazało się 16 października 2012 roku nakładem wytwórni muzycznej ACT Music.  
Muzycy poznali się w latach 90. XX w. podczas występu Możdżera w Instytucie Polskim w Berlinie. W latach późniejszych pianiści utrzymywali kontakt, jednakże dopiero w 2008 roku po opracowaniu repertuaru dali, z założenia próbny koncert w berlińskim klubie jazzowym A-Trane 2 listopada tego samego roku. 
Za namową właściciela klubu występ duetu przed kilkudziesięcioosobową publicznością został nagrany. Był to jedyny występ Możdżera i Norrisa, któremu problemy zdrowotne uniemożliwiły dalsze występy sceniczne.   

## Lista utworów
Opracowano na podstawie materiału źródłowego.
1. "Tactics" (muz. Leszek Możdżer) - 05:48
2. "From Another Star" (muz. Walter Norris) - 06:21
3. "Head Set Trance" (muz. Leszek Możdżer) - 06:44
4. "Reflective" (muz. Walter Norris) - 04:18
5. "Spider Web" (muz. Aladar Pege) - 4:29
6. "Nefertiti" (muz. Wayne Shorter) - 07:41
7. "Postscript Blues" (muz. Walter Norris) - 09:00
8. "Tsunami" (muz. Leszek Możdżer) - 06:51